# Červeňany
Červeňany jsou obec na Slovensku v okrese Veľký Krtíš. Žije zde 34 obyvatel. Rozloha obce je 6,75 km².

## Kultura a zajímavosti

### Památky
- Vesnická zvonice, lidová stavba z období kolem roku 1800. Zvon pochází z bývalého evangelického kostela v Turie Poli.